# Porc senglar de Flores
El porc senglar de Flores (Sus heureni) és una espècie de senglar que viu a Flores i les Illes Petites de la Sonda Orientals (Indonèsia). Hi ha científics que pensen que, en realitat, podria tractar-se d'una subespècie del porc senglar de Sulawesi. El nom específic heureni és probablement un homenatge al taxonomista i biòleg neerlandès Willem Cornelis van Heurn.